# Культура Сінгапуру
Культура Сінгапуру характеризується поєднанням азійської та європейської культур. Під впливом малайської, південно-азійської, східної азійської та євразійської культур, Сінгапур почали називати країною, в якій «Схід зустрічає Захід», «Легка Азія» та «Місто-Сад».

## Історія

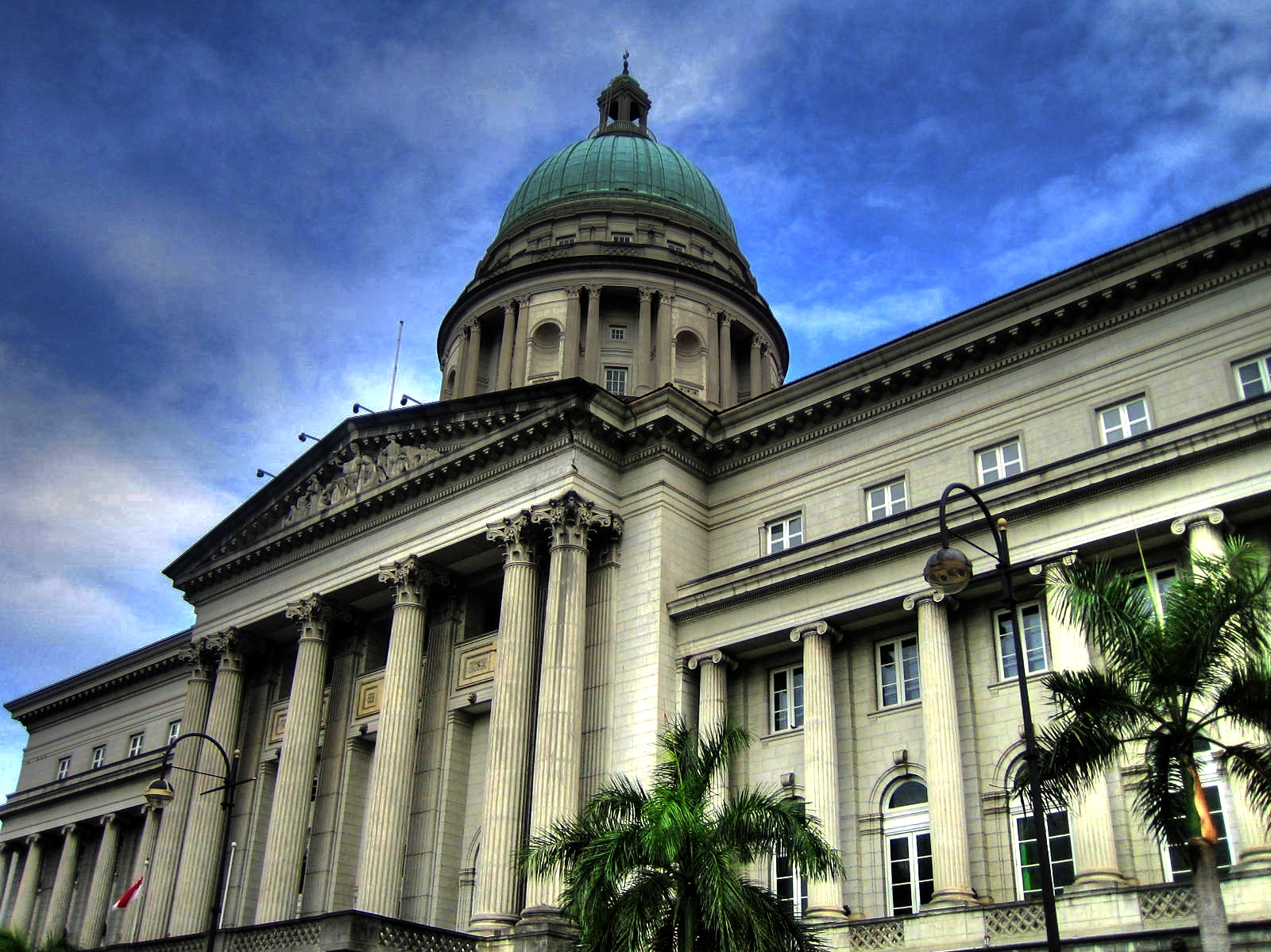
Old Supreme Court of Singapore

Історія Сінгапуру сягає третього століття. Це була васальна держава різних імперій, перш ніж Санг Ніла Утама відбудував країну. Островом управляли різні султанати до 1819 року, коли англійці прибули на острів і створили тут колонію. Під час британського правління порт Сінгапуру процвітав і приваблював багатьох мігрантів. Британці керували Сінгапуром з 1945 по 1946 рік. У 1965 році було проголошено незалежність Сінгапуру.
Населенням країни понад 5,47 млн. і складається з китайців, малайців, індіанців і євразійців (а також інших змішаних груп) і азіатів різного походження, таких як перанаканський народ, нащадки китайських іммігрантів з малайської або індонезійської територій.

## Ставлення та переконання

### Меритократія
«Система меритократії в Сінгапурі гарантує, що найкращим і найяскравішим, незалежно від раси, релігії та соціально-економічного походження, буде заохочуватися розвиватися в повному обсязі. Кожен має доступ до освіти, що дає їм навички та знання, щоб заробити краще жити.» Дійсно, освіта в Сінгапурі гарантує, що початкова освіта є обов'язковою для всіх дітей віком від 7 до 12 років. Якщо батьки не бажають, щоб їх дитина навчалась у початковій школі, вони повинні звертатися за звільненням від Міністерства освіти в Сінгапурі з обґрунтованими міркуваннями.

### Расова гармонія
Сінгапур — це світська іммігрантська країна. Основними релігіями в Сінгапурі є буддизм, християнство, іслам і індуїзм. Повага до різних релігій і особистих переконань підкреслюється урядом.
Щоб продемонструвати важливість передачі знань про расову гармонію молоді, школи в Сінгапурі щорічно святкують День расової гармонії. Учні приходять до школи, одягнені в різні етнічні костюми, а деякі класи готують вистави щодо расової гармонії.

### Демократія, мир, прогрес, справедливість і рівність
Поняття демократії, миру, прогресу, справедливості та рівності закріплені як зірки національного прапора Сінгапуру. «Свобода у світі» оцінила Сінгапур на 4 з 7 за політичну свободу, 4 з 7 — за громадянські свободи (де 1 — найбільш вільна), з загальним рейтингом «частково вільна». Репортери без кордонів оцінили Сінгапур 153-е місце серед 180 країн у своєму Індексі свободи преси за 2015 рік.

## Етнічні райони
У Сінгапурі є кілька різних етнічних районів, включаючи Катонга, Кампонг Глам, Гейлан Серай, Чайнатаун і Малу Індію.
Обидва Гейлан Серай і Кампонг Глам — місця малайців у Сінгапурі. Центр Малайської спадщини в Кампунг Глем демонструє історію та культурну спадщину малайців, які є корінним населення. Обидва райони під час Рамадану проводять щорічний довгий базар Хара-Рая.
Катонга — житловий район у східній частині Центрального регіону Сінгапуру, місце проживання перанаканців. Вся прилегла територія формується під впливом унікальної архітектури — барвисті двоповерхові магазини, колоніальні бунгало зі складними орнаментами і керамічною плиткою. Уряд Сінгапуру у 1993 році визнав його місцем збереження національної спадщини.
Китайський квартал Сінгапуру — це етнічне сусідство, в якому чітко виділяються китайські культурні елементи та історично сконцентрований етнічний китайський народ. Китайський квартал розташований у великому районі Аутрам.
Етнічні анклави з британської колоніальної ери, подібні до тих, які спостерігаються у великих містах багатьох західних країн, значною мірою не існують. Залишкові «анклави», такі як Маленька Індія, Чайнатаун і Кампонг Глам, зараз[коли?] є головними бізнес-центрами для своїх етнічних груп і збереглися з історичних і культурних причин. Рада з питань житлового будівництва дотримується політики етнічної інтеграції, щоб «зберегти мультикультурну ідентичність Сінгапуру та сприяти расовій інтеграції та гармонії» і встановлює пропорції для кожної етнічної групи в кожному житловому комплексі.

## Культурна політика
Сінгапур підтримує жорсткі обмеження на мистецькі та культурні вистави. Більшість художніх творів повинні бути перевірені урядом заздалегідь, і теми, які є «поза межами» (маркери ОВ), не допускаються. Попри те, що маркери ОВ не є публічно визначеними, вони, як правило, включають такі чутливі теми, як раса, релігія та звинувачення в корупції. Забороняються також нагота та інші форми «непристойності». Сінгапурський кінорежисер Ройстон Тан випускає фільми, які кидають виклик цій політиці, у тому числі фільм під назвою «Cut» у зв'язку з цензурою мистецтв.
Перша школа мистецтв країни, заснована у 2008 році, спрямована на створення умов для виховання молодих художників у віці від 13 до 18 років. Тривала довга публічна дискусія щодо лібералізації та її зв'язку з розвитком креативної економіки в Сінгапурі. Реакція художників, науковців, громадських інтелектуалів та активістів громадянського суспільства коливалася від сильно оптимістичних до глибоко песимістичних, що відображено в розділах, написаних для відредагованої книги «Ренесанс Сінгапур»: економіка, культура і політика. Різниця між тим, що є «культурою» і тим, що складає «мистецтво», була предметом дебатів у Сінгапурі. Для спроби визначення того, що є художнім, див. наприклад, Звіт Комітету з розгляду цензури 1992 року.

## Місця культурної спадщини
Сінгапурський ботанічний сад є одним з трьох садів і єдиним тропічним садом, який має бути визнаний місцем Всесвітньої спадщини ЮНЕСКО.

## Кухня

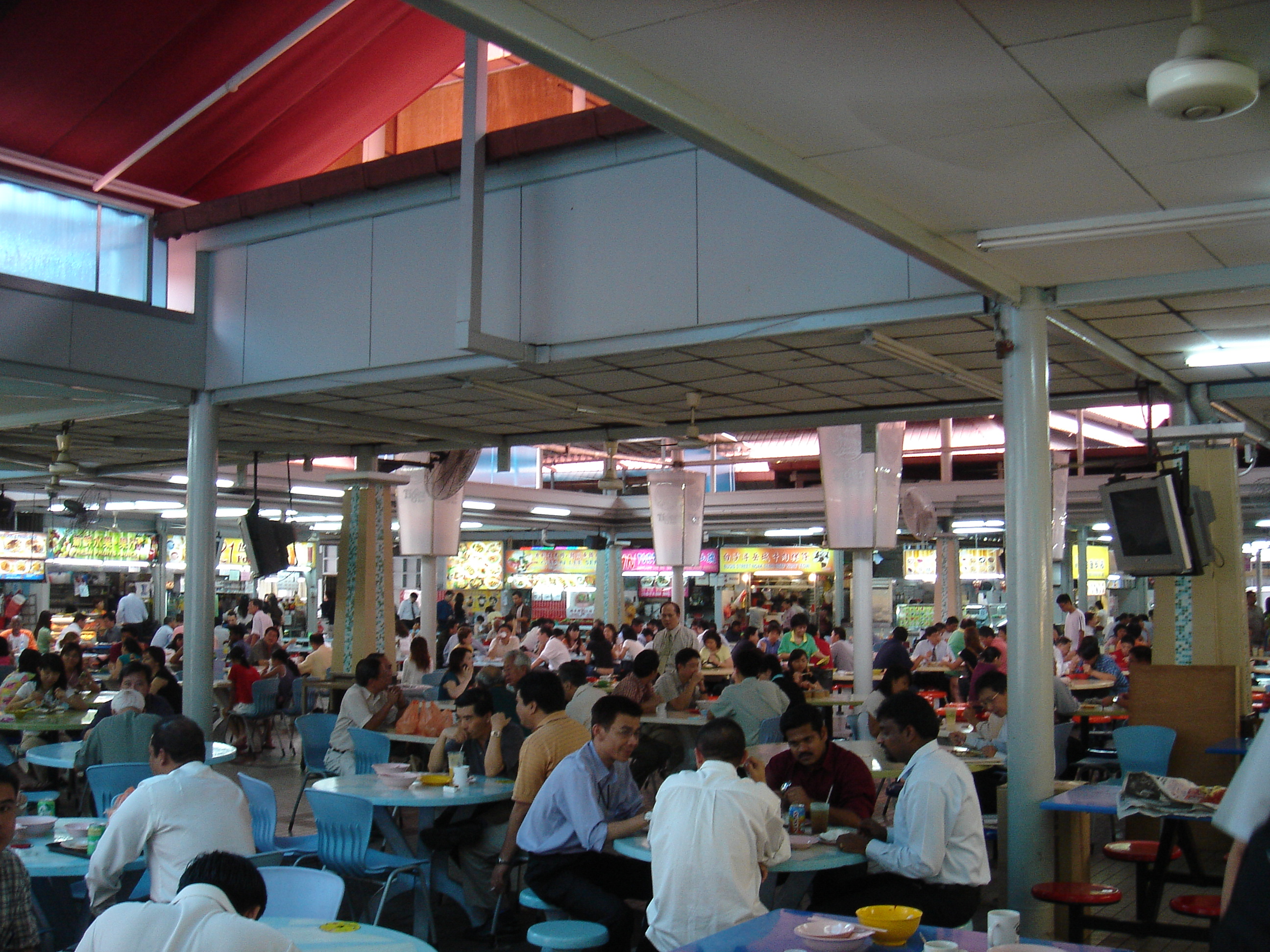
Типовий вуличний центр харчування в Сінгапурі

Сінгапурська кухня є яскравим прикладом культурної різноманітності в Сінгапурі. Наприклад, в центрах Сінгапуру, традиційно, малайський розносник продає також тамільську їжу. Китайські кіоски можуть продавати їжу з інгредієнтами або цілі страви малайської кухні.
Сингапурці вживають велику кількість різноманітних морепродуктівː крабів, молюсків, кальмарів і устриць. Однією з улюблених страв є скат, який їдять на банановому листі та самбалі (чилі).

## Фестивалі
Великі державні свята відображають расове розмаїття, включаючи китайський новий рік, буддійський день весака, мусульманське Рамазан-байрам та індуїстський Дівалі. Християни становлять велику і швидко зростаючу меншість, а Різдво, Страсна п'ятниця і День Нового року також є державними святами.
9 серпня Сінгапур святкує День незалежності серією подій — парад Національного дня, який є основною церемонією.

## Мови
Багато сингапурців є двомовними. Більшість говорять сингапурською, англійською та іншою мовою, найчастіше мандарин, малайською, тамільською або сінгапурською розмовною англійською (Singlish). Сингапурська англійська мова практично не відрізняється від британської, малайзійської та індійської стандартної англійської мови у більшості аспектів граматики та орфографії, хоча існують певні відмінності у лексиці та незначні орфографічні відмінності; наприклад, слово 'swap' зазвичай пишеться 'swop'.
Всі сингапурці вивчають англійську мову як першу мову в школах, а їхню рідну мову — як другу мову. Таким чином, більшість сингапурців є фактично двомовними, особливо молодь. У Сінгапурі використовуються чотири основні мови. «Національною» мовою Сінгапуру є Bahasa Melayu як знак визнання малайського народу корінним населенням Сінгапуру. 85 % сингапурців не говорять малайською мовою. Малайська мова використовується в національному гімні, національному девізі та парадах. Таміл є офіційною мовою, оскільки більшість південних азіатів в Сінгапурі є етнічними тамілами з Індії та Шрі-Ланки. У той час як більшість китайських сингапурців є нащадками південних китайських мігрантів, які говорили на різних регіональних мовах, офіційна мова в Сінгапурі — північна китайська мова.

## Музика
Сінгапурська музична культура різноманітна, від рок-н-ролу до народної та класичної музики. Різні громади мають власні музичні традиції: китайці становлять найчисельнішу етнічну групу в Сінгапурі разом із малайцями, індійцями, а меншість складають народи різного етнічного походження, включно з європейцями.

## Релігія
Релігія в Сінгапурі характеризується різноманітністю релігійних вірувань і практик через різноманітне етнічне поєднання народів, що походять з різних країн. Більшість найважливіших релігійних конфесій присутні в Сінгапурі, а Міжрелігійна організація Сінгапуру визнає 10 основних релігій у державі. Аналіз дослідницького центру Pew 2014 показав, що Сінгапур є найбільш релігійно різноманітною нацією у світі.